# Agronomía (Buenos Aires)
Agronomía es uno de los barrios en los que está dividida la Ciudad Autónoma de Buenos Aires, en Argentina.
Ubicado dentro de la Comuna 15, está comprendido entre las arterias Avenida San Martín, Gutenberg, Campana, Avenida Salvador María del Carril, Avenida de los Constituyentes y Avenida Chorroarín. Limita con los barrios de Villa Urquiza al norte, Parque Chas al noreste, La Paternal al este, Villa del Parque al sur, Villa Devoto al suroeste y Villa Pueyrredón al noroeste.
Posee una superficie de unos 3.5 km² y cuenta con 31 401 habitantes, lo que determina una densidad de 8953 habitantes/km².  Gran parte de la superficie del barrio está ocupada por la Facultad de Agronomía y la Facultad de Ciencias Veterinarias, el Club Arquitectura, y el Club Comunicaciones.

## Historia
Los terrenos que ocupa el barrio pertenecían en un principio a los jesuitas, y eran llamados Chacra de los jesuitas. Cuando los jesuitas son expulsados en 1769, las tierras son expropiadas por el Estado, quien se las entrega al Real Colegio de San Carlos y sus sucesores, entre los que se encuentra el Colegio Nacional de Buenos Aires. Los primeros alumnos del Colegio solían pasar sus vacaciones en estas tierras, por lo que fueron conocidas como la Chacarita de los Colegiales.
A finales del siglo XIX se proyectó la construcción de un parque en esas tierras. En 1901 el Poder Ejecutivo decretó que se asignaran 185 hectáreas para construir el parque, pero 30 deberían utilizarse para la construcción de la Estación Agronómica con Granja Modelo y Escuela de Agricultura, una institución educativa que era necesaria para el modelo agroexportador de la época.
El barrio se formó alrededor del parque, que tuvo varios nombres: "Del Oeste", "Nacional", "Buenos Aires" y "de Agronomía", su última denominación. También cambió la Estación Agronómica, que pasó a llamarse Instituto Superior de Agronomía y Veterinaria y se convirtió en un proyecto más ambicioso. El Instituto fue inaugurado el 25 de septiembre de 1904, y cinco años después se transformó en la Facultad de Agronomía y Veterinaria de la Universidad de Buenos Aires. En 1973 se dividieron sus respectivas Facultades, con autoridades propias.
Siempre fue un barrio tranquilo, con sus calles no tan transitadas, con sus edificios de no más de 3 pisos, y sus pequeños comercios sobre la avenida Nazca. Actualmente, con sus no más de 15 mil habitantes, sigue siendo un barrio seguro, bello y no tan comercial a comparación de otros.
Los vecinos que viven alrededor del "Parque Agronomía", disfrutan de los fines de semana para ir a correr y hacer alguna actividad deportiva.
Mucho antes de todo esto, en las primeras décadas del siglo XX, el "Parque Agronómico", conocido popularmente como "La Agronomía" formaba parte íntegramente del barrio de Villa del Parque, y la porción norte del actual barrio de Agronomía (o sea de la línea de las calles Francisco P. Moreno, antes Salvador María del Carril, y La Pampa hacia el sur) formaba parte del barrio de Villa Talar, que es hoy un barrio no registrado en la legislación. El 50% restante de Villa Talar -de la línea mencionada hacia el norte- integra hoy el barrio de Villa Pueyrredón.
Es decir que el barrio Agronomía se ha formado sin mucho respeto por la historia de la zona, quitándole a Villa del Parque (Buenos Aires) todo el "Parque Agronómico" que le dio nombre y luego el triángulo denominado Barrio Rawson (sobre la Av. San Martín), e incorporando además la mitad sur de Villa Talar. Por último, lo que hoy es el barrio Parque Chas formaba parte del de Agronomía hasta hace unos años. Si bien los límites aún no son oficiales, los vecinos del "Barrio Arata" (Av. de los Incas, Av. Chorroarín, Av. Constituyentes y Combatientes de Malvinas), se identifican más con Agronomía (porque este terreno está en frente de la entrada de Constituyentes del Parque AgronomÍa) que con Parque Chas, ya que todos piensan que el límite de Parque Chas es hasta de los Incas y no hasta Chorroarín.

## Educación
Educación pública
- Escuela Primaria Común Nro 03 de 16 Grecia
- Escuela Primaria Común Nro 04 de 16 Cnel Mayor Ignacio Álvarez Thomas
- Escuela Primaria Común Nro 11 de 16 Congreso de Tucumán
- Escuela Primaria Común Nro 22 de 14 Agronomía
- Escuela Primaria Común Nro 25 de 14 Carmen Sonda de Pandolfini
- Universidad de Buenos Aires - Facultad de Agronomía ()
- Universidad de Buenos Aires - Facultad de Veterinaria ().
- Escuela de Educación Técnico Profesional de nivel medio en Producción Agropecuaria y Agroalimentaria (Depende de la Facultad de Veterinaria).

Educación privada
- Instituto Nuestra Señora de La Unidad
- Instituto Comunicaciones

## Escultismo
Actualmente hay dos Grupos Scout funcionando en el barrio:
- Grupo Scout Nro 347 Gral. Martín Rodríguez (Av. Beiró 2300) ()
- Grupo Scout Nro 1012 Santa Magdalena Sofía Barat (Av. Salvador del Carril 2458) ()

## Principales edificios
En el barrio se encuentran dos facultades: la de Agronomía y la de Veterinaria de la Universidad de Buenos Aires, la universidad más importante del país. En el predio de la Facultad de Agronomía se encuentra la Estación Meteorológica "Villa Ortúzar", del Servicio Meteorológico Nacional de Argentina.
En el predio de la Facultad de Veterinaria se encuentran los Museos de Anatomía y de Patología Quirúrgica, que poseen entre otras cosas piezas anatomopatológicas. Dentro de la Facultad de Agronomía se encuentra el Museo de Máquinas Agrícolas. 
El barrio es sede de muchas instituciones deportivas:
- Club Arquitectura
- Club Biblioteca Artigas
- Club Comunicaciones (fundado en 1931)
- Club Deportivo y Biblioteca El Talar (Obviamente, fundado en el preexistente barrio de Villa Talar).
- Club Social y Deportivo Morán
- Polideportivo Costa Rica (Gobierno de la Ciudad de Buenos Aires)
- Club El Trébol
- Club Saber y Biblioteca El Resplandor

En el barrio vivió Julio Cortázar, en un departamento de Artigas 3246. En la actualidad una calle del barrio lleva su nombre.

## Iglesias y parroquias
- "Parroquia San José del Talar": Dirección: Navarro 2452. Posee instituto de educación. En la parroquia se encuentra la imagen de la Virgen Desatanudos que se venera el día 8 de cada mes.
- "Parroquia Santa Magdalena Sofía Barat": Dirección: Salvador María del Carril 2458. La construyó el arquitecto Alejandro Christophersen en el año 1934. Posee Instituto de educación y Biblioteca San Agustín (abierta al público), en la calle Nueva York 2467.
- "Iglesia Nueva Apostólica": Dirección: Pedro Morán 2246.

## Famosos de Agronomía
- Julio Cortázar, reconocido escritor argentino.
- Fidel Nadal, cantante de reggae, exintegrante de Todos tus muertos.
- Axel Kicillof, gobernador de la provincia de Buenos Aires, economista y profesor universitario, exministro de Economía de la Nación.
- Sergio "Checho" Batista, futbolista, campeón argentino y de América con Argentinos Juniors, campeón del mundo con la selección de fútbol de Argentina en la Copa Mundial de Fútbol de 1986.